# Tim Sutton
Tim Sutton est un réalisateur américain.

## Biographie
Réalisateur de plusieurs longs métrages, Tim Sutton est également enseignant à la New School de Brooklyn.

## Filmographie
- 2012 : Pavilion
- 2014 : Memphis
- 2017 : Dark Night[2],[3]
- 2019 : Donnybrook
- 2021 : Funny Face
- 2021 : The Last Son
- 2022 : Taurus